# باد روداخ
باد روداخ (بالألمانية: Bad Rodach) هي بلدة ألمانية تقع في ألمانيا في بافاريا. يقدر عدد سكانها بـ 6,436 نسمة .

## أعلام
- فرانز يوشيا، دوق ساكس-كوبرغ-سالفيلد
- كريستيان فريدريش هورنشوش